# Itapeuasaurus
Itapeuasaurus is een geslacht van plantenetende sauropode dinosauriërs, behorend tot de Neosauropoda, dat tijdens het late Krijt leefde in het gebied van het huidige Brazilië. De enige benoemde soort is Itapeuasaurus cajapioensis.

## Vondst en naamgeving
In november 2014 vond de visser Carlos Wagner Silva Lindoso een opperarmbeen op het strand van Itapeua. Pas in mei 2015 werd de paleontoloog Manuel Alfredo Medeiros erbij gehaald die met wat studenten meerdere losse botten veiligstelde waaronder wervels.
In 2019 benoemden en beschreven Rafael Matos Lindoso, Manuel Alfredo Araújo Medeiros, Ismar de Souza Carvalho, Agostinha Araújo Pereira, Ighor Dienes Mendes, Fabiano Vidoi Iori, Eliane Pinheiro Sousa, Silvia Helena Souza Arcanjo en Taciane Costa Madeira Silva de typesoort Itapeuasaurus cajapioensis. De geslachtsnaam verwijst naar de Praia de Itapeua. De soortaanduiding verwijst naar de herkomst uit de gemeente Cajapió.
De fossielen van Itapeuasaurus zijn gevonden in het São Luís-bassin, in een laag zandsteen van de Alcântaraformatie die dateert uit het Cenomanien. Ze omvatten wervels van de rug en de staart en delen van de ledematen. Het holotype is een wezen een reeks syntypen. Het wordt vertegenwoordigd door de specimina UFMA. 1.10.1960-01: een stuk wervelboog van een ruggenwervel; UFMA. 1.10.1960-03, 1.10.1960-04 en UFMA. 1.10.1960-05: drie voorste staartwervels; en UFMA. 1.10.1960-07 en 1.10.1960-08: twee middelste staarwervels. Deze vertegenwoordigen vermoedelijk een enkel individu. Een tweede individu is aangewezen als paratype. Het wordt vertegenwoordigd door de specimina UFMA. 1.10.1960-02: het doornuitsteeksel van een ruggenwervel; UFMA. 1.10.1960-06: een voorste staartwervel; UFMA. 1.10.1960-10 en 1.10.1960-11: twee chevrons; en UFMA. 1.10.1960-09: een stuk zitbeen.

## Beschrijving

### Grootte en onderscheidende kenmerken
De individuen waarvan de botten afkomstig zijn, hebben een geschatte lengte van tussen de tien en vijftien meter.
Itapeuasaurus toont enkele onderscheidende kenmerken. Drie daarvan zijn autapomorfieën, unieke afgeleide eigenschappen. Bij de ruggenwervels hebben de wervelbogen grote en diepe uithollingen op de onderste zijkant, welke in tweeën gesplitst worden door schuine richels. Op de onderzijde van het zijuitsteeksel van de ruggenwervels is de achterste richel die naar het wervellichaam toeloopt onderaan gevorkt, de bovenrand vormend van de uitholling op de onderzijde. Bij de voorste staartwervels zijn de richels op de onderzijde en bovenzijde van de zijuitsteeksels uitzonderlijk dun, afwijkend van de meer gebruikelijke staafvormige structuren, samenhangend met een extra richel in de uitholling die begrensd wordt door de richel tussen het voorste gewrichtsuitsteeksel en het zijuitsteeksel en de richel tussen het wervellichaam en het het zijuitsteeksel.
Daarbij is er nog een kenmerk dat niet uniek is maar wel in samenhang met de rest van de morfologie onderscheidend. Op het doornuitsteeksel bevinden zich per zijde drie ondiepe verticale pneumatische uithollingen, van elkaar gescheiden door de richel die van het doornuitsteeksel naar het voorste gewrichtsuitsteeksel loopt en de extra richel die van het doornuitsteeksel naar het achterste gewrichtsuitsteeksel loopt.

### Skelet
De twee uithollingen per zijde op de wervelboog zijn de gebruikelijke fossa centrodiapophysealis en fossa parapophysealis centrodiapophysealis. Niet hun aanwezigheid is afwijkend maar het feit dat ze slechts door een enkelvoudige lamina verdeeld zijn. Bij andere Rebbachisauridae zijn er of meerdere richels, of een heel beenweb of, het meest voorkomend, het hele systeem van uithollingen is sterk gereduceerd.
Het systeem van verticale uithollingen op het doornuitsteeksel van de ruggenwervels  lijkt op dat van Limaysaurus maar daar zijn er maar twee. Onder de voorste gewrichtsuitsteeksels is er ook een opvallend complex systeem van fossae met een grote uitholling onderaan en een kleinere druppelvormige uitholling erboven. Van andere Rebbachisauridae is dit onbekend.
De grootste gevonden voorste staartwervel heeft een bewaarde hoogte van vierenvijftig centimeter. Deze wervels zijn amficoel en relatief kort. Ze missen pleurocoelen. De wervelboog is relatief laag en is op de voorste helft geplaatst. Het doornuitsteeksel staat schuin naar achteren. Hun zijuitsteeksels zijn plat en staan haaks op de centra. De bovenste en onderste botwanden van de zijuitsteeksels lopen evenwijdig en hebben de vorm van eenvoudige beenplaten. Er is dus geen ondersteunende beenbalk aan de onderzijde, anders dan bij verwanten. De voorste uitholling op de onderzijde heeft een extra, meer naar binnen gelegen, verdelende richel die in het artikel de "prcdfal" gedoopt is, de prezygodiapophyseal centrodiapophyseal fossa accessory lamina, wat in het Latijn de lamina accessoria fossae centrodiapohysealis prezygodiapophysealis zou worden. Naast het bestaan van deze richel is ook het symmetrische patroon dat met de andere richel in de uitholling, de prezygapophyseal centrodiapophyseal fossa lamina, gevormd wordt uniek. De verticale richel op het zijvlak van het doornuitsteeksel is van achteren bol en van voren hol zodat hij naar voren kromt net als bij Amazonsaurus. Deze richel zorgt bovenaan voor de karakteristieke lepelvormige verbreding van het doornuitsteeksel bij de rebbachisauriden. De richels op de voorzijde en achterzijde van het doornuitsteeksel raken op middelste hoogte naar beneden toe gevorkt en lopen dan uit in de gewrichtsuitsteeksels. Niet alle verwanten tonen dit kenmerk volledig.

## Fylogenie
Itapeuasaurus werd in de Rebbachisauridae geplaatst. Hij deelt met leden van die groep de zeer hoge doornuitsteeksels. Een cladistische analyse had tot uitkomst dat Itapeuasaurus samen met Demandasaurus en Nigersaurus een klade Nigersaurinae vormt. De Nigersaurinae zouden zowel in Zuid-Amerika, Afrika als Europa voorkomen wat suggereert dat ze zich veel eerder dan het middelste Krijt over die continenten verspreid moeten hebben, toen Gondwana zich nog niet had afgesplitst. De geringe mate van afgeleide morfologische ontwikkeling die de dieren uit de Alcântaraformatie tonen, wijst erop dat Zuid-Amerika zich pas kort te voren van Afrika had afgesplitst.